# Diego Figueredo
Diego Antonio Figueredo Matiauda mais conhecido como Diego Figueredo (Assunção, 28 de Abril de 1982) é um futebolista paraguaio. Atualmente, joga pelo Olimpia.medalhista olímpico de prata.